# Носов, Сергей Константинович
Серге́й Константи́нович Но́сов (род. 17 февраля 1961, Магнитогорск, Челябинская область) — российский политик. Губернатор Магаданской области с 13 сентября 2018 (врио 28 мая — 13 сентября 2018). Член президиума Государственного Совета Российской Федерации с 28 января по 2 августа 2019 и с 21 декабря 2020 года. Член Высшего совета партии «Единая Россия».
Глава города Нижний Тагил (2012—2018), вице-губернатор Свердловской области (июль-октябрь 2012), генеральный директор Нижнетагильского металлургического комбината (1999—2005).
Из-за поддержки вторжения России на Украину и незаконной депортации украинских детей находится под санкциями всех стран Евросоюза, США и ряда других государств.

## Биография
Сергей Носов родился 17 февраля 1961 года в Магнитогорске, является представителем металлургической династии Носовых. Отцом Сергея Носова был Константин Григорьевич Носов, возглавлявший ряд металлургических предприятий Украины. Дед — Григорий Иванович Носов.

### Образование
В школе учился хорошо, активно участвовал в олимпиадах, показывал неплохие результаты по физике и математике. В старших классах школы его приглашали в физико-математический интернат при МГУ, однако он выбрал Магнитогорский горно-металлургический институт, названный именем его деда. Учился хорошо, был ленинским стипендиатом.
В 1983 году с отличием окончил Магнитогорский горно-металлургический институт им. Г. И. Носова по специальности «Металлургия черных металлов» с присвоением квалификации «инженер-металлург».
В 1995 году окончил Академию народного хозяйства Российской Федерации при Правительстве Российской Федерации, квалификация «Менеджер высшей категории».

### Трудовая деятельность
Начал работу на производстве: был подручным сталевара, производственным мастером печей, зам. начальника цеха.
С 1989 года — начальник кислородно-конверторного цеха ММК. С 1994 года — начальник управления, затем — заместитель генерального директора ММК по производству и инвестициям. Был членом совета директоров ММК. В декабре 1998 года ушёл с ММК из-за конфликта с командой генерального директора Виктора Рашникова и переехал в Нижний Тагил, став первым заместителем генерального директора Нижнетагильского металлургического комбината (НТМК). Спустя несколько месяцев был назначен генеральным директором комбината, с октября 2002 года — управляющий директор. Также был вице-президентом ООО «Евраз-холдинг» — основного акционера комбината. Принимал участие в управлении другими предприятиями: был членом советов директоров Высокогорского ГОКа, Тагилбанка, Северского трубного завода, в 2002—2003 годах по совместительству был управляющим директором Западно-Сибирского металлургического комбината (Новокузнецк).
В январе 2005 года ушёл с поста управляющего директора НТМК, сохранив пост вице-президента Евраз-холдинга. В апреле 2005 года отказался от мандата депутата Государственной Думы, освободившегося после перехода единоросса Н. Табачкова, избранного в 2003 году от Свердловской региональной группы партийного списка, на должность аудитора Счётной палаты РФ. Несколько месяцев спустя Носов покинул Евраз-Холдинг и в течение года находился вне поля зрения СМИ.
В августе 2006 года был назначен генеральным директором ЗАО «Русспецсталь» — нового холдинга, принадлежащего «Рособоронэкспорту» (сейчас — госкорпорации «Ростехнологии»), под управление которого были переданы Ступинский металлургический завод и завод «Красный Октябрь» (Волгоград), занимающиеся производством сплавов для оборонной промышленности.

### После НТМК
В 2005 году покидает пост управляющего директора Нижнетагильского металлургического комбината и становится вице-президентом по технической политике «Евразхолдинга» — основного акционера НТМК. С октября 2006 года — президент ЗАО «РусСпецСталь». С 2007 года — советник в госкорпорации «Ростехнологии».

### Политическая карьера

#### В Свердловской области
В 2000-м и 2004-м годах избирался депутатом Палаты представителей Законодательного собрания Свердловской области от Ленинского избирательного округа № 17 г. Нижнего Тагила. Сергей Носов является одним из основателей Свердловского регионального отделения партии «Единая Россия», где занимал должность секретаря политсовета.
В 2002 году Носов принимал участие в выборах в Областную думу Законодательного собрания Свердловской области, возглавив список движения «Единство и Отечество», в связи с чем оказался в состоянии конфликта с губернатором области Эдуардом Росселем: список движения не был согласован с губернатором, его сторонники заняли в списке заведомо «непроходные» места. В итоге список партии на выборах занял второе место, уступив прогубернаторскому блоку «За родной Урал», Носов от депутатского мандата отказался, однако с тех пор он стал рассматриваться экспертами и средствами массовой информации как возможный кандидат на пост Губернатора Свердловской области. В 2004 году Носов снова принимал участие в выборах Облдумы, шёл вторым номером в списке «Единой России» (возглавлял список Э. Э. Россель). От полученного по итогам выборов мандата вновь отказался, так как был избран в Палату представителей Законодательного собрания Свердловской области.
11 июля 2012 года назначен вице-губернатором Свердловской области.

#### Глава Нижнего Тагила
26 июля 2012 года стал победителем праймериз «Единой России» по выборам кандидата на пост мэра Нижнего Тагила, получив поддержку 817 человек из 946 проголосовавших.
14 октября 2012 года победил на выборах Главы города Нижний Тагил, набрав 92 % голосов.
15 октября 2012 года написал заявление об отставке по собственному желанию с поста вице-губернатора Свердловской области в связи с избранием на пост Главы Нижнего Тагила.
17 октября 2012 года состоялась инаугурация на пост Главы Нижнего Тагила.
6 февраля 2016 года был избран в руководящий орган партии Единая Россия — Высший совет.
24 марта 2017 года глава Минпромторга России Денис Мантуров сообщил о том, что проходившая с 1999 года один раз в два года под Нижним Тагилом международная выставка вооружений Russia Arms Expo с 2017 года переносится в подмосковный парк Патриот. Узнав об этом Носов заявил, что перенос выставки трагедией не является, хотя об этом решении остается только сожалеть. Член Совета Федерации Эдуард Россель, который сыграл ключевую роль в создании выставки, выступил категорически против её переноса, назвав его ударом в сердце. Россель попросил Сергея Носова переговорить с Мантуровым, но глава Нижнего Тагила отказался, заявив, что будет нарушением субординации его обращение к федеральному министру через голову областных властей. Администрация Нижнего Тагила оказала сопротивление той части общественности, которая пыталась организовать акции протеста против переноса выставки. 31 марта 2017 года руководитель проекта «Танкопедия» Алексей Хлопотов подал заявку на проведение 15 апреля того же года в Нижнем Тагиле митинга против переноса выставки. Однако после беседы с чиновником администрации Нижнего Тагила заявка была отозвана. По словам Хлопотова, от правоохранительных органов поступила информация о возможных провокациях на митинге после антикоррупционных акций протеста, прошедших в российских городах (в том числе в Нижнем Тагиле) 26 марта 2017 года. Ранее активистам запретили проводить брифинги на территории муниципальных объектов Нижнего Тагила со ссылкой на решение городских властей.

#### Губернатор Магаданской области
Указом Президента России Владимира Путина 28 мая 2018 года назначен временно исполняющим обязанности губернатора Магаданской области.
9 сентября 2018 года одержал победу на выборах губернатора Магаданской области, набрав 81,59 % голосов.
13 сентября вступил в должность губернатора.
С 28 января по 2 августа 2019 и с 21 декабря 2020 года — член президиума Государственного Совета Российской Федерации.
По оценкам Центра информационных коммуникаций «Рейтинг», составившего «Национальный рейтинг губернаторов» за март-апрель 2019 года на основании опроса и анкетирования большого числа экспертов, аналитиков и политологов, Носов вошёл в десятку лучших губернаторов России.
По итогу выборов губернатора Магаданской области, проводимых 10 сентября 2023 года, был переизбран, одержав победу в первом туре. За него проголосовало 24 574 голосов (72,39 %).

## Санкции
30 ноября 2022 года, на фоне вторжения России на Украину, внесён в санкции Великобритании за участие в мобилизации резервистов.
24 февраля 2023 года Госдепом США Носов включён в санкционный список лиц причастных к «осуществлению российских операций и агрессии в отношении Украины, а также к незаконному управлению оккупированными украинскими территориями в интересах РФ», в частности за «призыв граждан на войну в Украине».
23 июня 2023 года Носов включён в санкционный список всех стран Евросоюза за поддержку действий которые подрывают и угрожают территориальной целостности, суверенитету и независимости Украины, а также за незаконную депортацию украинских детей в Россию:

Сергей Носов способствует незаконной депортации и похищению украинских детей. Он содействует незаконной депортации украинских детей в лагеря, расположенные в его регионе, в том числе в лагеря, управляемые «Артеком», российской националистической организацией приостановившей возвращение украинских детей в свои семьи. Сергей Носов является одним из высокопоставленных российских (региональных) руководителей, причастных к незаконной депортации украинских детей в Россию. Действия Сергея Носова нарушают права украинских детей, закон и административный регламент Украины.— «Официальный журнал Европейского союза», Брюссель, 23 июня 2023 года
По аналогичным основаниям внесён в санкционные списки Австралии, Украины, Швейцарии и Новой Зеландии.

## Научные степени
- Кандидат технических наук (1997)[35][36],
- Доктор технических наук (2003)[37].

## Награды
За свои достижения был неоднократно награждён:
- Медаль ордена «За заслуги перед Отечеством» II степени (1995);
- Государственная премия Российской Федерации в области науки и техники «за создание и промышленное освоение ресурсосберегающей технологии конвертерного передела низкомарганцовистого чугуна» (1995);
- Премия Правительства Российской Федерации в области науки и техники (1999).
- Орден Почёта (2000);
- Орден святого благоверного князя Даниила Московского (2000);
- Премия имени Черепановых (2001);
- Почётные знаки Демидовского фонда и Министерства промышленности, науки и технологий «300 лет уральской металлургии» (2001);
- Лауреат проводимого газетой «Комсомольская правда» ежегодного всероссийского конкурса «Лица года» в номинации «Руководитель года» (2001);
- Большой почётный знак «За заслуги перед Австрийской Республикой» (2003, Австрия)[38];
- Лауреат национальной премии «Дарин» Общероссийской общественной организации «Российская академия бизнеса и предпринимательства» (2004);
- Лауреат Третьей ежегодной Народной премии «Светлое прошлое» фонда О.Митяева (2007).
- Нагрудный знак «80 лет освобождения Гомельской области от немецко-фашистских захватчиков» (Гомель, 03.07.2024)[39].

## Личная жизнь
По официальным данным — холост.
В средствах массовой информации, тем не менее, встречается информация о его супруге и трёх дочерях.

## Увлечения
Сергей Носов увлекается охотой и рыбалкой. Рассказывает, что его высшее достижение в рыбной ловле — сёмга весом свыше 11 кг. В молодости занимался легкой атлетикой, боксом, волейболом, большим теннисом. Спортивный болельщик — посещает матчи любимых команд по хоккею и волейболу. Играет в шахматы. В качестве любимого фильма называет х/ф «Царь» Павла Лунгина, любимой книги — «Алхимика» Паоло Коэльо.